# Thérèse Blondeau
Pour les articles homonymes, voir Blondeau.
Thérèse Blondeau est une nageuse française née le 4 décembre 1913 à Épinal et morte le 28 juin 2013 à Argenteuil.

## Biographie

### Famille
Thérèse Blondeau est la sœur de la nageuse Renée Blondeau.

### Carrière sportive
Thérèse Blondeau est membre de l'équipe de France aux Jeux olympiques d'été de 1936 à Berlin : elle est éliminée en séries du 100 mètres dos. Elle est aussi championne du monde universitaire 1934 sur 50 mètres nage libre, 100 mètres nage libre et 100 mètres dos.
En club, elle est licenciée au Club des nageurs de Paris et aux Mouettes de Paris. Elle est quatre fois championne de France de natation sur 100 mètres dos (1933, 1934, 1935 et 1936).

### Seconde guerre mondiale
Thérèse Blondeau est infirmière bénévole de 1939 à1941.

## Récompenses
Thérèse Blondeau reçoit médaille de bronze d’argent et d’or de l’Éducation physique vers 1932, puis le grand prix de l’Académie des Sports en 1933. Elle est faite chevalière de l’ordre national du Mérite le 6 mars 1987 et est décorée de la médaille de bronze de la Ville de Paris en 1991 et de la médaille d’or de la FFN en 2007.